# Oberehe-Stroheich
Oberehe-Stroheich ist eine Ortsgemeinde im Landkreis Vulkaneifel in Rheinland-Pfalz. Sie gehört der Verbandsgemeinde Gerolstein an.

## Geographie
Oberehe-Stroheich liegt im Naturpark Vulkaneifel. Ortsteile sind die beiden namensgebenden Dörfer Oberehe und Stroheich. Zur Gemeinde gehören auch die Wohnplätze Laubachs-Hof und Obereher Mühle.

## Geschichte
Die Gemeinde Dorf Oberehe erscheint zum ersten Mal im Jahre 1218 in einer für das Kloster Niederehe ausgestellten Bestätigungsurkunde des Erzbischofs Engelbert von Köln.
Die Gemeinde Oberehe-Stroheich wurde durch die Kommunalreform in Rheinland-Pfalz am 7. November 1970 aus den bis dahin eigenständigen Gemeinden Oberehe (damals 188 Einwohner) und Stroheich (175 Einwohner) neu gebildet.
Bevölkerungsentwicklung
Die Entwicklung der Einwohnerzahl von Oberehe-Stroheich bezogen auf das heutige Gemeindegebiet; die Werte von 1871 bis 1987 beruhen auf Volkszählungen:
| Jahr | Einwohner |
| ---- | --------- |
| 1815 | 316       |
| 1835 | 449       |
| 1871 | 444       |
| 1905 | 407       |
| 1939 | 385       |
| 1950 | 394       |
| 1961 | 352       |

| Jahr | Einwohner |
| ---- | --------- |
| 1970 | 359       |
| 1987 | 341       |
| 1997 | 364       |
| 2005 | 349       |
| 2011 | 327       |
| 2017 | 289       |
| 2023 | 326       |

## Politik

### Gemeinderat
Der Gemeinderat in Oberehe-Stroheich besteht aus acht Ratsmitgliedern, die bei der Kommunalwahl am 9. Juni 2024 in einer Mehrheitswahl gewählt wurden, und dem ehrenamtlichen Ortsbürgermeister als Vorsitzendem.

### Bürgermeister
Manfred Schmitz wurde am 25. Juli 2024 Ortsbürgermeister von Oberehe-Stroheich. Bei der Direktwahl am 9. Juni 2024 war er als einziger Bewerber mit einem Stimmenanteil von 88,3 % für fünf Jahre gewählt worden.
In der vorangegangenen Wahlperiode führte der Erste Beigeordnete Dominik Kaiser die Amtsgeschäfte, seitdem der geschäftsführende Ortsbürgermeister seine Aufgabe zum 31. Juli 2019 niedergelegt hatte. Die Situation entstand, da weder bei der Direktwahl am 26. Mai 2019 ein Bewerber antrat, noch der Rat einen Kandidaten für die Aufgabe finden konnte. Ortsbürgermeister war von 2014 bis zu seiner Amtsniederlegung Alois Mauren sowie zuvor seit 1988 Ferdi Bauer.

### Wappen
| Wappen von Oberehe-Stroheich | Blasonierung: „In gespaltenem Schild vorne in Gold ein grünes, aufwärts gerichtetes Eichenblatt mit Eichel, hinten in Grün drei fünfblättrige silberne Blumen mit rotem Butzen pfahlweise.“ |
| Wappen von Oberehe-Stroheich | Wappenbegründung: Die Zweiteilung des Wappens deutet auf die zwei Ortsteile Stroheich und Oberehe hin. Das grüne Eichenblatt auf goldenem Grund steht für den Ortsteil Stroheich mit seinen großen Eichenbeständen und stellt den Ortsnamen in Form eines redenden Wappens dar. Der Ortsteil Oberehe wird durch die Aufnahme des Wappens der Ritter von Overee mit den drei silbernen Blumen symbolisiert, die seit dem 14. Jahrhundert nachweisbar sind. |

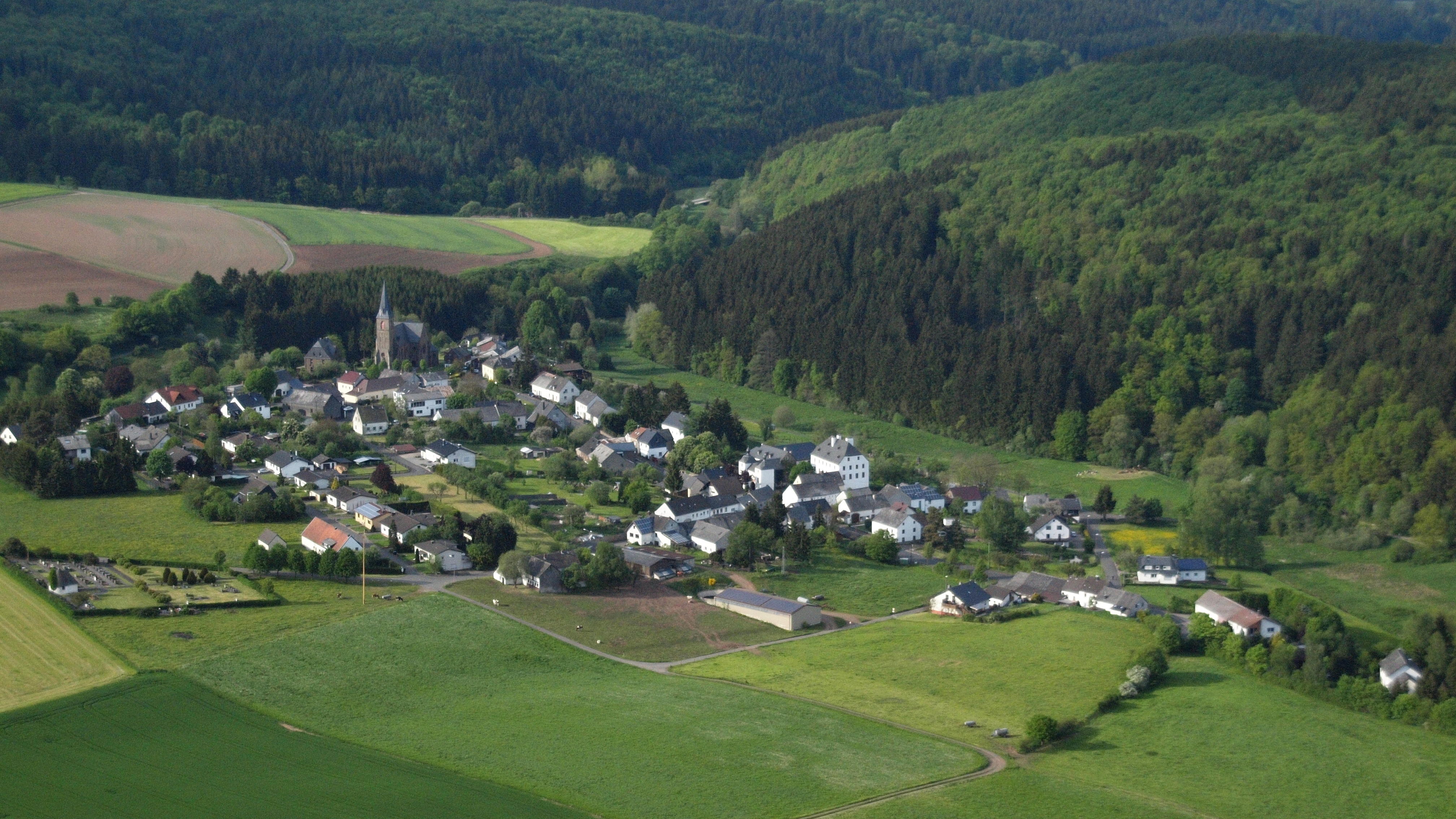
Oberehe, Luftaufnahme (2015)
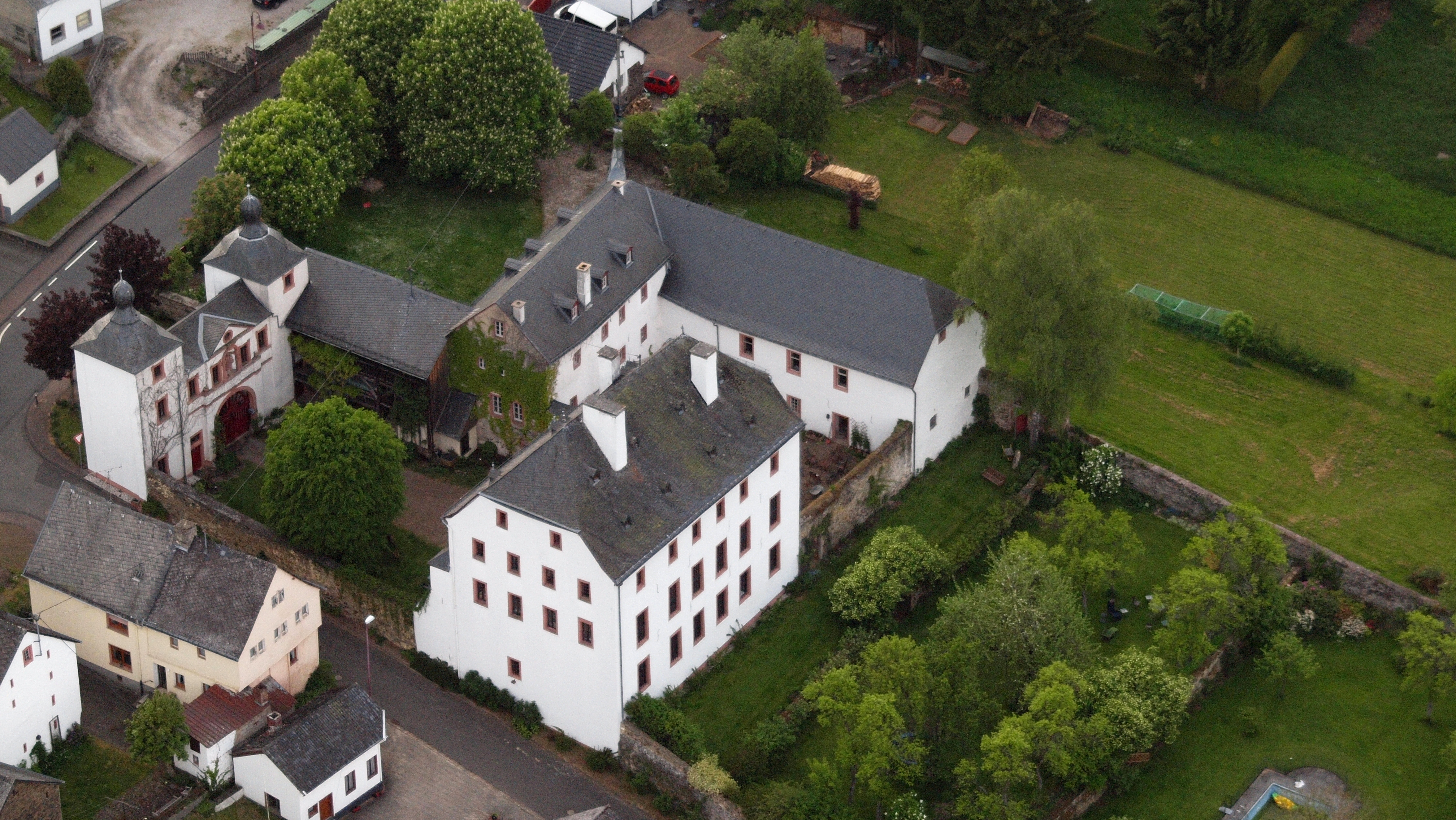
Schloss Oberehe, Luftaufnahme (2015)
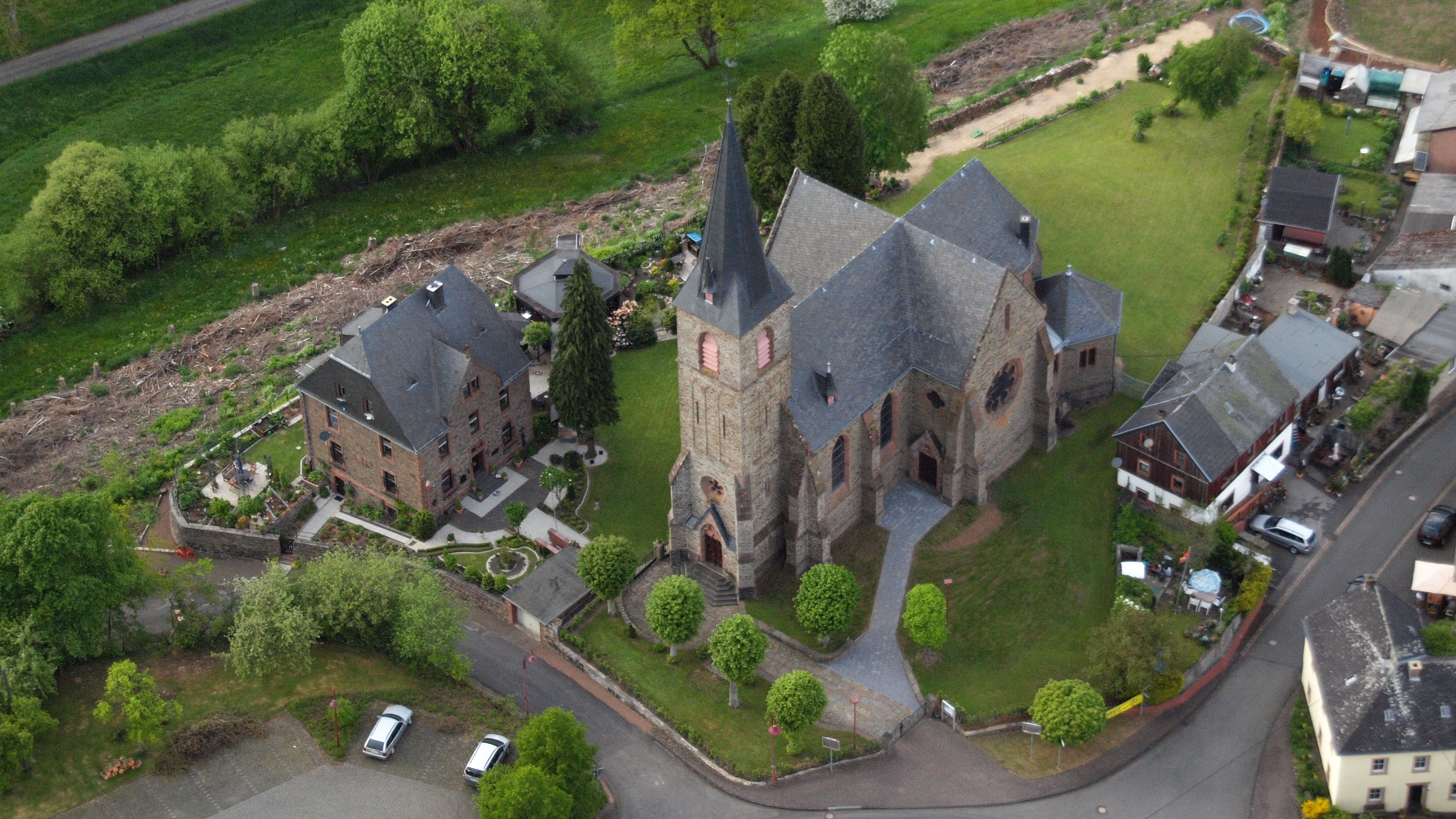
Oberehe, Katholische Kirche und Pfarrhaus